# Luca Hänni
Luca Hänni (Berna, 8 ottobre 1994) è un cantante e polistrumentista svizzero, vincitore della nona edizione di Deutschland sucht den Superstar.
Ha rappresentato la Svizzera all'Eurovision Song Contest 2019 con il brano She Got Me, classificandosi 4º su 26 partecipanti nella finale.

## Biografia
Nato e cresciuto nella capitale svizzera, Luca Hänni si è avvicinato alla musica sin dalla prima infanzia, imparando a suonare la batteria, la chitarra e il pianoforte durante la scuola primaria. Dopo aver finito la scuola dell'obbligo ha lavorato come muratore.
Nel 2012 ha partecipato alla nona edizione del talent show Deutschland sucht den Superstar. Nella serata finale del 27 aprile è stato dichiarato vincitore con il 52,85% dei voti del pubblico contro il secondo classificato Daniele Negroni, diventando così il primo concorrente di cittadinanza non tedesca a trionfare. Come montepremi ha ricevuto €500.000, un contratto discografico con la Universal Music Germany e un'automobile.
Pochi giorni dopo la sua vittoria a Deutschland sucht den Superstar è uscito il suo singolo di debutto, Don't Think About Me, che ha debuttato alla vetta delle classifiche di Austria, Germania e Svizzera. Il singolo ha anticipato l'album My Name Is Luca, che ha conquistato il primo posto nel suo paese natale e il secondo in Austria e Germania. L'album è stato certificato disco d'oro sia in Austria e sia in Svizzera per aver venduto rispettivamente 10.000 e 15.000 copie a livello nazionale. Il successo dell'album gli ha fruttato uno Swiss Music Award nella categoria Rivelazione nazionale dell'anno.
Ad aprile 2013 è uscito il secondo album Living the Dream, che è divenuto il secondo numero uno del cantante nella Schweizer Hitparade. L'album ha inoltre raggiunto la top 10 della Ö3 Austria Top 40 e la top 20 della Offizielle Deutsche Chart degli album. Il suo terzo album, una collaborazione con il DJ di musica house Christopher S, è uscito ad aprile 2014, mentre a settembre 2015 è stata la volta del quarto disco When We Wake Up. Entrambi i progetti hanno raggiunto il 6º posto della classifica svizzera.
Il 7 marzo 2019 è stato confermato dall'ente radiotelevisivo svizzero SRF che Luca Hänni è stato selezionato internamente per rappresentare il paese all'Eurovision Song Contest 2019 a Tel Aviv con il suo nuovo singolo She Got Me. Dopo essersi qualificato dalla seconda semifinale del 16 maggio, si è esibito per ventiquattresimo nella finale del 18 maggio successivo. Qui si è classificato 4º su 26 partecipanti con 364 punti totalizzati, di cui 212 dal televoto e 152 dalle giurie. Ha vinto il voto del pubblico austriaco.

## Vita privata
All'inizio del 2023 gli è stato diagnosticato uno schwannoma al braccio e in conseguenza di ciò ha iniziato un trattamento. Nell'agosto del 2023 ha sposato la ballerina Christina Luft. Nel giugno 2024 la coppia ha avuto una figlia.

## Discografia

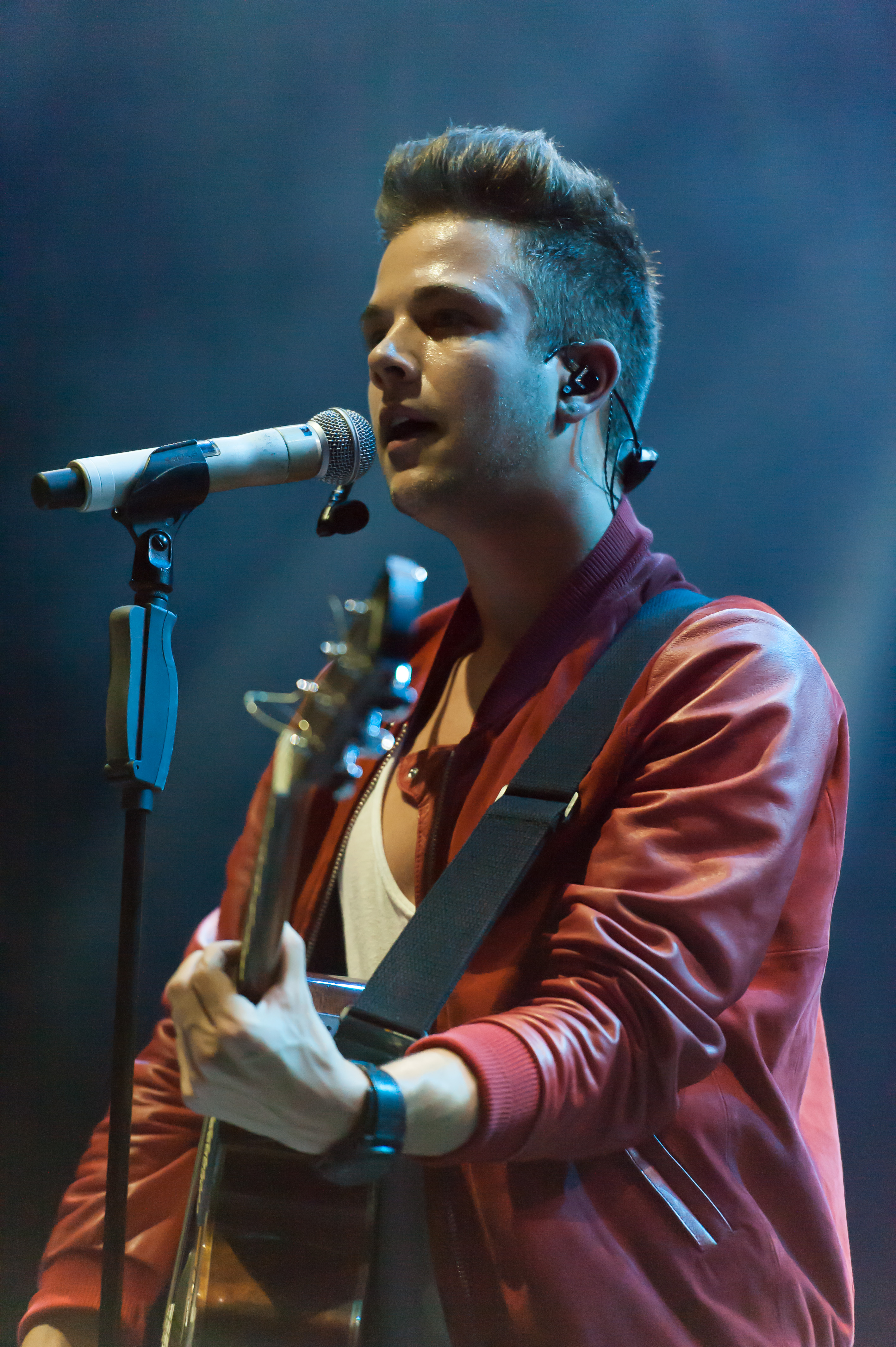
Luca Hänni nel 2014

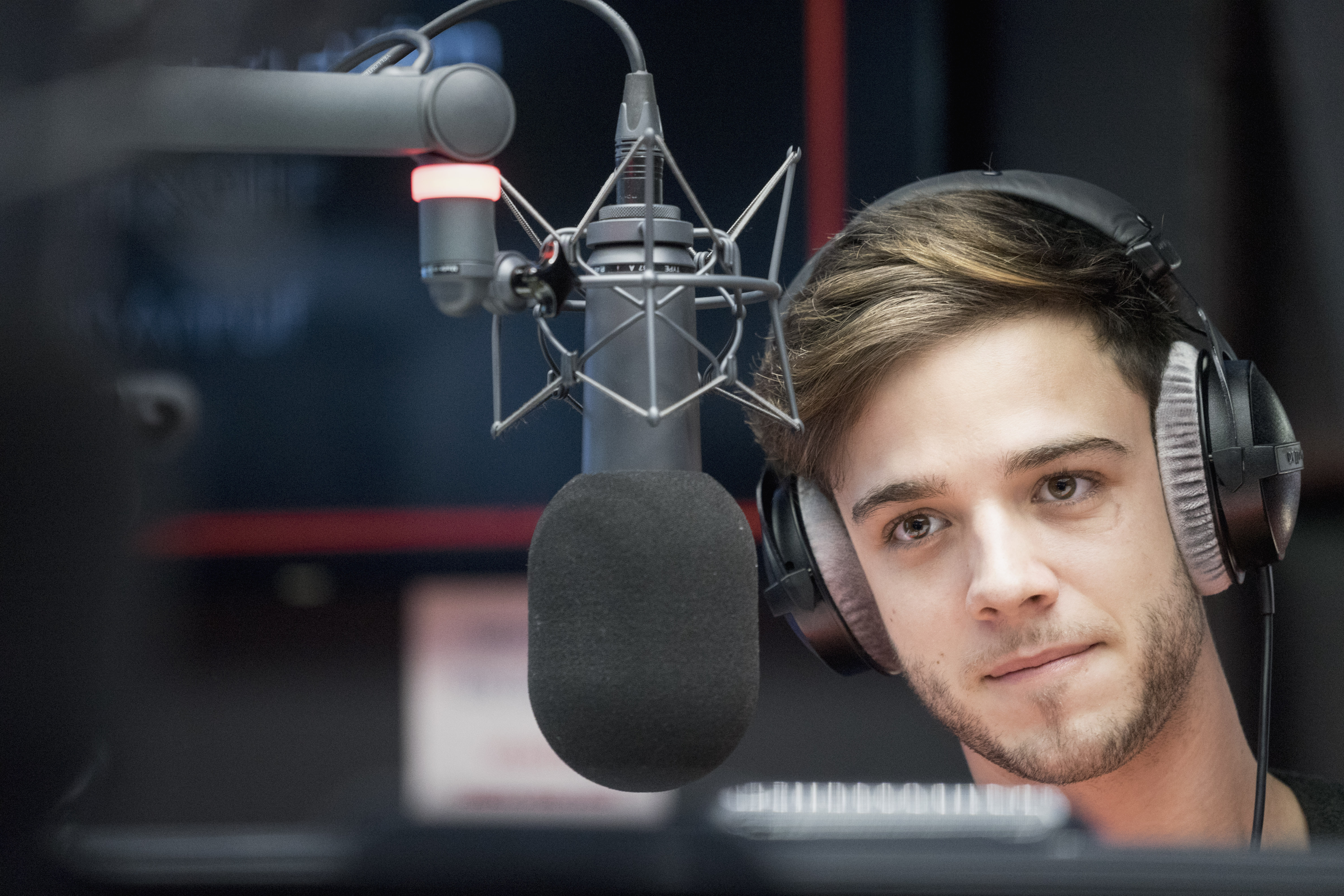
Luca Hänni nel 2017

### Album in studio
- 2012 – My Name Is Luca
- 2013 – Living the Dream
- 2014 – Dance Until We Die (con Christopher S)
- 2015 – When We Wake Up
- 2020 – 110 Karat

### Singoli
- 2012 – Don't Think About Me
- 2012 – I Will Die for You
- 2013 – Shameless
- 2014 – I Can't Get No Sleep (con Christopher S)
- 2014 – Good Time (con Christopher S)
- 2014 – Only One You
- 2015 – Set the World on Fire
- 2015 – Wonderful
- 2016 – Warum!
- 2017 – Powder
- 2018 – Signs
- 2018 – Bei mir
- 2019 – She Got Me
- 2019 – Bella Bella
- 2019 – Nebenbei
- 2020 – Nie mehr allein
- 2020 – Diamant
- 2020 – Zeig mir, dass es geht